# Bibliothèque centrale de Soleure
 (janvier 2022).
Si vous disposez d'ouvrages ou d'articles de référence ou si vous connaissez des sites web de qualité traitant du thème abordé ici, merci de compléter l'article en donnant les références utiles à sa vérifiabilité et en les liant à la section « Notes et références ».

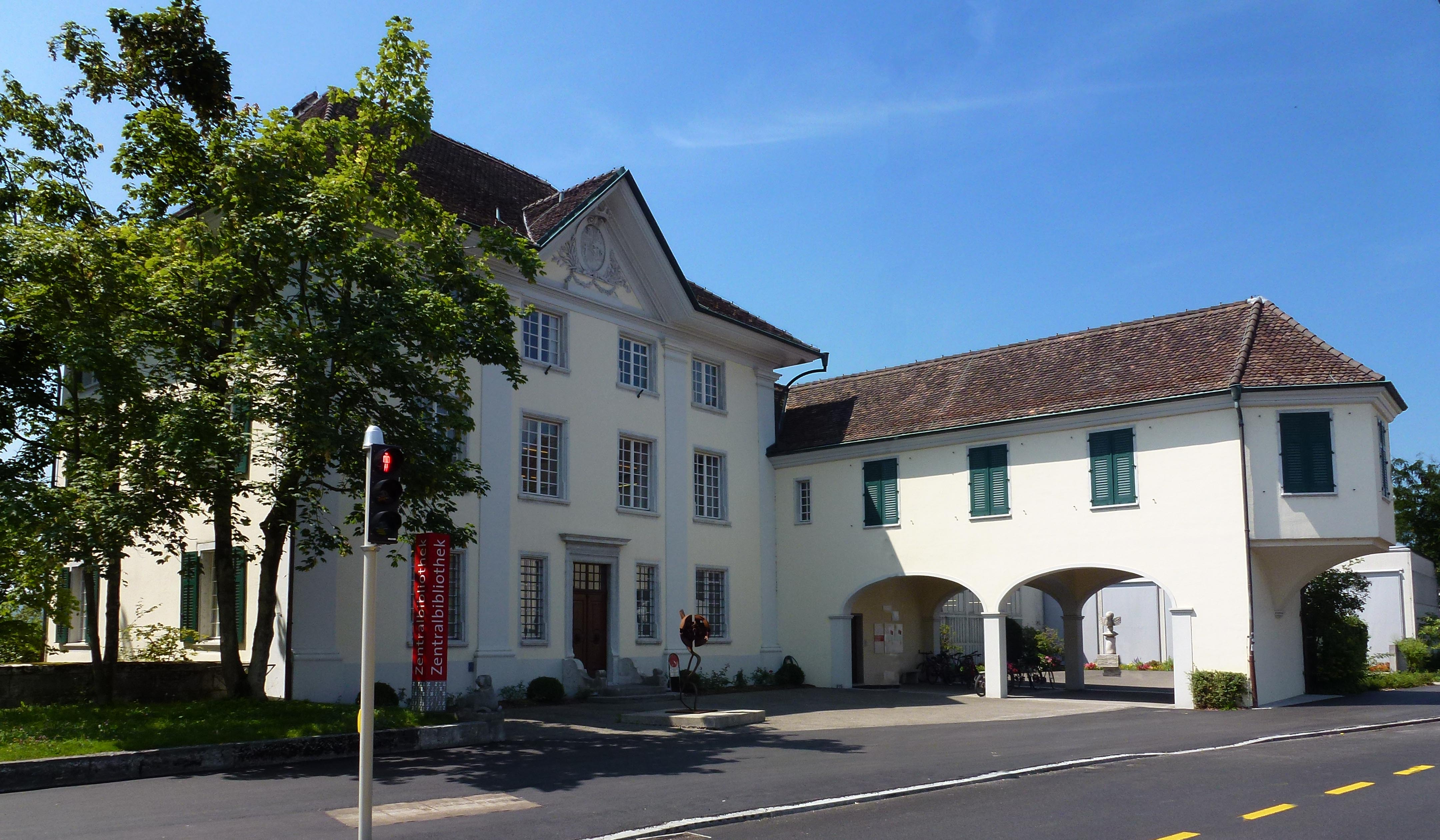
La Bibliothèque centrale de Soleure

La Bibliothèque centrale de Soleure ((de) Zentralbibliothek Solothurn) est une bibliothèque de formation et d’études située à Soleure. Elle remplit à la fois les tâches d’une bibliothèque cantonale et d’une bibliothèque municipale contenant une section publique et une bibliothèque musicale. Très important est le vieux fonds volumineux avec beaucoup d'incunables.

## Historique

### La Bibliothèque municipale
La bibliothèque municipale a été fondée en 1763, influencée par les Lumières, et se basait initialement surtout sur des donations de familles patriciennes. Au début, l’accès au large public n’était pas garanti. Jusqu'aux années 1830, la commission de censure avec son esprit très réactionnaire empêchait l'agrandissement de la bibliothèque et son ouverture au public.
En 1838, la situation a changé profondément. La bibliothèque a déménagé dans des locaux plus appropriés où elle restera jusqu’à la fusion avec la bibliothèque cantonale. Le règlement bibliothécaire de la nouvelle administration municipale libérale permet à un large public d’utiliser la bibliothèque.

### La Bibliothèque cantonale
La bibliothèque cantonale de Soleure a été fondée à la fin du XIXe siècle ; elle a repris les collections de livres en possession des monastères qui avaient été dissous après la guerre culturelle en 1874. Les fonds ont été placés dans la salle de trône de l’ancienne Ambassadorenhof ou se trouvait à l'époque le bâtiment de l’école cantonale. 

### La Bibliothèque centrale
La bibliothèque centrale est le résultat d'une fusion de la bibliothèque municipale avec la bibliothèque cantonale en 1930. L’ensemble de bâtiments est composé d'une demeure patricienne construite à la fin du XVIIe siècle, et d'un bâtiment neuf. Dans la résidence estivale patricienne maison Gibelin-Zetter (en allemand Gibelin-Zetter-Haus) se trouvent la bibliothèque musicale moderne, quelques bureaux et le musée de livres. L’immeuble neuf abrite la bibliothèque en accès libre, la salle de lecture et la bibliothèque de littérature enfantine et de jeunesse.

## Fonds
La bibliothèque possède au total environ 800 000 documents. Sa mission principale est la conservation du patrimoine cantonal culturel ou Solodorensia. Ce sont:
1. des publications qui concernent la ville et le canton de Soleure;
2. des œuvres d'auteurs, illustrateurs, artistes et musiciens d'origine du canton de Soleure;
3. des biographies de personnages habitant dans le canton ou
4. des ouvrages imprimés ou édités dans le canton.

Les Solodorensia imprimés ou électroniques concernant les thèmes « histoire régionale », « géographie locale » ainsi que « sciences sociales » sont saisis dans la Bibliographie de la littérature d’histoire de Soleure.
La bibliothèque musicale moderne garde un des plus grands fonds audio publics en Suisse. Au total, elle contient 43 000 médias dont des CD, disques et cassettes. 
La bibliothèque de littérature enfantine et de jeunesse possède 30 000 documents courants. Les ouvrages anciens se trouvent dans le magasin fermé.